# Why Have There Been No Great Women Artists?

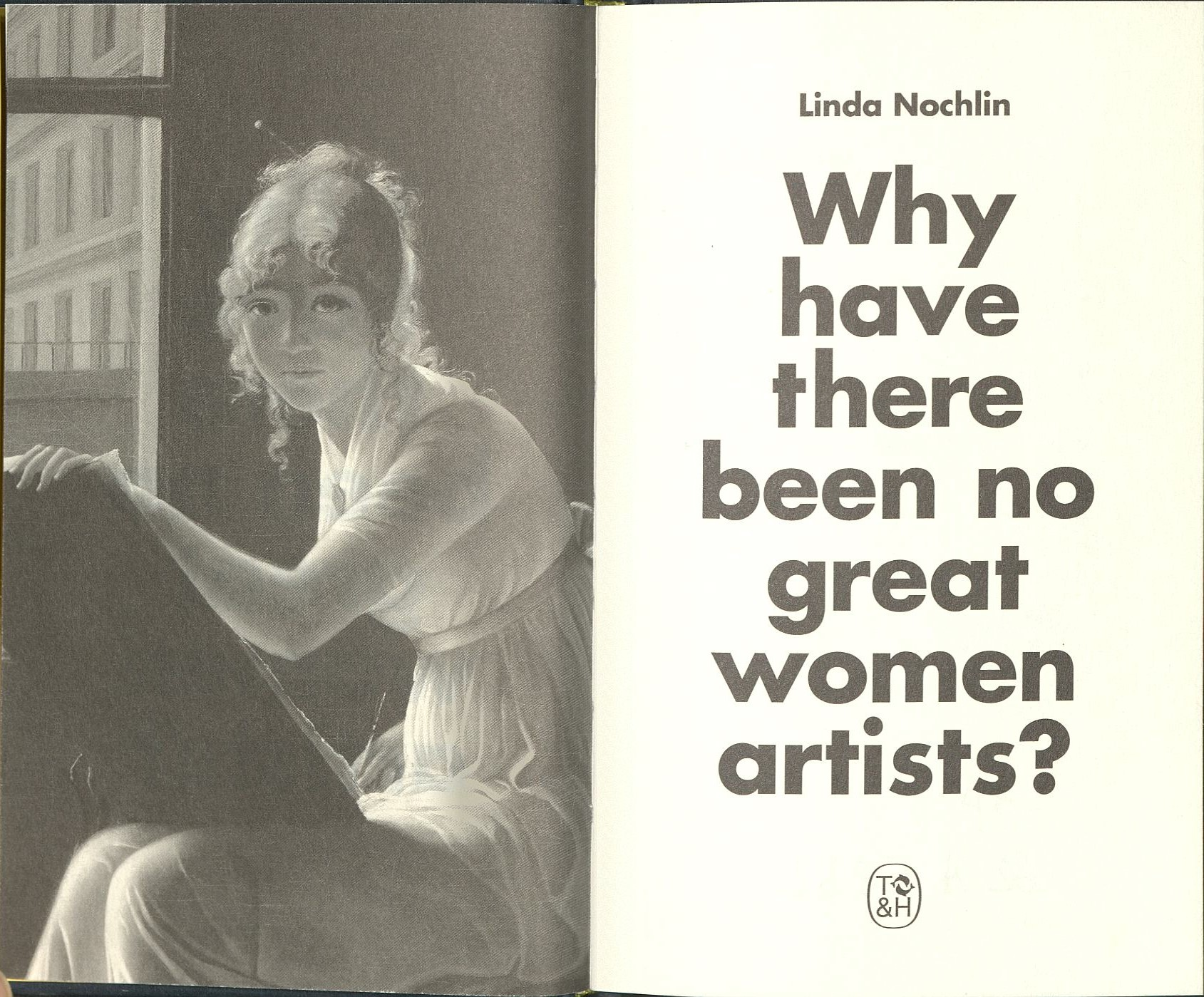
Ausgabe zum 50. Jahrestag 2021. Der Bildausschnitt stammt aus einem Porträt von Marie-Denise Villers (1801)

Why Have There Been No Great Women Artists? (deutsch Warum hat es keine bedeutenden Künstlerinnen gegeben?) ist ein im Jahre 1971 von der US-amerikanischen Kunsthistorikerin Linda Nochlin (1931–2017) veröffentlichter Essay, welcher wegweisend für die feministische Kunstgeschichte war. Zugleich war der Aufsatz der Auftakt für die wissenschaftlichen Arbeiten, die schließlich zu der gemeinsam mit Ann Sutherland Harris durchgeführten Ausstellung Women Artists: 1550–1950 im Jahr 1976 führten. In ihrem Aufsatz untersucht Nochlin die institutionellen – anstatt wie herkömmlich die individuellen – Hindernisse, welche Frauen in der westlichen Welt davon abgehalten haben, Erfolge in der bildenden Kunst zu erzielen, welche mit denen männlicher Künstler vergleichbar wären.
Der Artikel erschien 1971 zuerst in der von Vivian Gornick und Barbara Moran herausgegebenen Aufsatzsammlung Woman in Sexist Society. Studies in Power and Powerlessness und wurde bald darauf in ARTnews veröffentlicht, einer der weltweit meistgelesenen Fachzeitschriften für Kunst. Noch im gleichen Jahr erschien er zusammen mit anderen Essays und Fotografien in einem weiteren Sammelband zum Thema unter dem Titel Women's liberation, women's artists, and art history. Der Aufsatz wurde seitdem vielfach erneut abgedruckt, u. a. 1988 in Nochlins Sammlung ihrer Essays Women, Art, and Power and Other Essays. 1996 wurde der Artikel für die deutschsprachige Aufsatzsammlung Rahmenwechsel zur Kunstgeschichte als feministische Kulturwissenschaft ins Deutsche übersetzt. Zu der Aufsatzsammlung Women Artists at the Millennium, in der 2006 Künstler, Kunsthistoriker und -kritiker über die Veränderungen der Kunstpraxis und -theorie reflektierten, trug Nochlin ihre eigene Bestandsaufnahme unter dem Titel "'Why Have There Been No Great Women Artists?' Thirty Years After" bei.

## Bibliografie (Auswahl)
- Linda Nochlin: Why Are There No Great Women Artists? In: Vivian Gornick, Barbara Moran (Hrsg.): Woman in Sexist Society. Studies in power and powerlessness. Basic Books, New York 1971, ISBN 0-465-09199-7, S. 344–366.
- Linda Nochlin: Why Have There Been No Great Women Artists? In: ARTnews. Band 69, Nr. 9, Januar 1971, S. 22–39, 67–71.
- Linda Nochlin: Why Have There Been No Great Women Artists? In: Thomas B. Hess, Eliszabeth C. Baker (Hrsg.): Art and Sexual Politics. Women's liberation, women's artists, and art history. Newsweek Books, New York 1971, S. 1–39.
- Linda Nochlin: Why Have There Been No Great Women Artists? In: Linda Nochlin (Hrsg.): Women, Art, and Power and Other Essays. Harper & Row, New York 1988, ISBN 0-06-435852-6, S. 145–178.
- Linda Nochlin: Warum hat es keine bedeutenden Künstlerinnen gegeben? In: Barbara Söntgen (Hrsg.): Rahmenwechsel. Kunstgeschichte als feministische Kulturwissenschaft. Akademie, Berlin 1996, S. 27–56.
- Linda Nochlin: Why Have There Been No Great Women Artists? In: Maura Reilly (Hrsg.): Women artists. The Linda Nochlin reader. Thames & Hudson, New York 2015, ISBN 978-0-500-23929-2, S. 437–446, hier 437.